# غريس وانغ
غريس وانغ (بالإنجليزية: Grace Wong)‏ (و. 1986 – م) هي مقدمة تلفزيونية، وممثلة، من الولايات المتحدة الأمريكية.

## وصلات خارجية
- غريس وانغ على موقع IMDb (الإنجليزية)
- غريس وانغ على موقع قاعدة بيانات الفيلم (الإنجليزية)